# Nikon D300
De Nikon D300 is een semiprofessionele 12,3-megapixel-DX-spiegelreflexcamera.
De camera werd samen met de Nikon D3 aangekondigd op 23 augustus 2007 en was de opvolger van de D200. Het was Nikons topmodel in de DX-formaat-camerarange. Op 11 september 2009 werd de camera gediscontinueerd en vervangen door de Nikon D300S, die op 30 juli 2009 uitkwam.